# شلوار آبی
شلوار آبی (انگلیسی: Blue Jeans) فیلمی در ژانر درام به کارگردانی ماریو ایمپرولی است که در سال ۱۹۷۵ منتشر شد. از بازیگران آن می‌توان به گلوریا گوئیدا و پائولو کارلینی اشاره کرد.